# Windows Defender
Windows Defender är ett antivirusprogram från Microsoft som levereras med Windows Vista, Windows 7, Windows 8, Windows 8.1, Windows 10 och Windows 11 men är även tillgänglig på Windows XP med Service Pack 2.
Nu finns även stöd för 64-bitars Windows-plattformar.
Från början kallades det Windows Anti-Spyware, då som Beta 1. Ett litet tag senare ersattes Windows AntiSpyware Beta 1 med Windows Defender Beta 2. Nu finns programmet tillgängligt för alla med äkta, validerat operativsystem. Programmet finns för närvarande på arabiska, danska, engelska, finska, franska, grekiska, hebreiska, italienska, japanska, kinesiska (förenklad), kinesiska (traditionell), koreanska, nederländska, norska, polska, portugisiska, portugisiska (Brasilien), ryska, spanska, svenska, tjeckiska, turkiska, tyska och ungerska.